# Правителство на Димитър Главчев 1
Първото правителството на Димитър Главчев е сто и трето правителство на България (двадесет и трето на Република България), назначено като служебно от президента Румен Радев на 9 април 2024 г. Приемник е на Правителството на Николай Денков.

## Съставяне
Кабинетът, оглавен от Димитър Главчев, е съставен предимно от безпартийни дейци и политици от политическите групи на ГЕРБ и БСП.

### Кабинет
Сформира се от следните 19 министри и един председател.
| министерство                            | име | име                         | партия     |
| --------------------------------------- | --- | --------------------------- | ---------- |
| министър-председател                    |     | Димитър Главчев             | безпартиен |
| заместник министър-председател, финанси |     | Людмила Петкова             | безпартиен |
| вътрешни работи                         |     | Калин Стоянов               | безпартиен |
| отбрана                                 |     | Атанас Запрянов             | безпартиен |
| външни работи                           |     | Стефан Димитров             | безпартиен |
| икономика и индустрия                   |     | Петко Николов               | безпартиен |
| регионално развитие и благоустройство   |     | Виолета Коритарова-Касабова | безпартиен |
| правосъдие                              |     | Мария Павлова               | безпартиен |
| транспорт и съобщения                   |     | Георги Гвоздейков           | безпартиен |
| труда и социална политика               |     | Ивайло Иванов               | безпартиен |
| здравеопазване                          |     | Галя Кондева-Мънкова        | безпартиен |
| образование и наука                     |     | Галин Цоков                 | безпартиен |
| култура                                 |     | Найден Тодоров              | безпартиен |
| земеделие, храни и гори                 |     | Кирил Вътев                 | безпартиен |
| иновации и растеж                       |     | Росен Карадимов             | БСП        |
| електронно управление                   |     | Валентин Мундров            | безпартиен |
| енергетика                              |     | Владимир Малинов            | безпартиен |
| туризъм                                 |     | Евтим Милошев               | безпартиен |
| околна среда и води                     |     | Петър Димитров              | безпартиен |
| младеж и спорт                          |     | Георги Глушков              | безпартиен |

### Промени в кабинета

#### от 22 април 2024
- Стефан Димитров и Кирил Вътев са освободени от длъжностите служебен министър на външните работи и служебен министър на земеделието, храните и горите.[2]

| министерство            | име | име             | партия     |
| ----------------------- | --- | --------------- | ---------- |
| външни работи           |     | Димитър Главчев | безпартиен |
| земеделие, храни и гори |     | Георги Тахов    | безпартиен |